# Princess Royal Reach
Princess Royal Reach är ett vattendrag i Kanada.   Det ligger i provinsen British Columbia, i den sydvästra delen av landet, 3 600 km väster om huvudstaden Ottawa.
I omgivningarna runt Princess Royal Reach växer i huvudsak barrskog. Runt Princess Royal Reach är det mycket glesbefolkat, med 3 invånare per kvadratkilometer.